# Andrés Amaya
Andrés Amaya, né le 24 avril 2001 à Barrancabermeja en Colombie, est un footballeur colombien qui évolue au poste d'ailier droit au CD Pasto.

## Biographie

### En club
Natif de Barrancabermeja en Colombie, Andrés Amaya est formé par l'Atlético Huila. Il fait ses débuts en professionnel alors qu'il n'a que 16 ans, le 22 juillet 2017, lors d'un match de championnat de Colombie face à l'Independiente Santa Fe. Il entre en cours de partie, et son équipe s'incline sur le score de deux buts à zéro ce jour-là. Amaya inscrit son premier but le 30 janvier 2019 en championnat lors du match nul face à l'Unión Magdalena (1-1).
Ses prestations à l'Atlético Huila attirent plusieurs clubs étrangers, dont le FC Porto en février 2020, alors qu'il semble proche de signer avec l'Internacional Porto Alegre, où il signe finalement le 28 février 2020. Dans un premier temps il doit intégrer l'équipe U20 du club,.

### En équipe nationale
Andrés Amaya est sélectionné avec l'équipe de Colombie des moins de 20 ans pour participer à la coupe du monde des moins de 20 ans en 2019. Lors du mondial junior organisé en Pologne, il joue deux matchs : contre le Sénégal en phase de poule, puis contre la Nouvelle-Zélande en huitièmes. La Colombie s'incline en quart de finale face à l'Ukraine.